# Унгурени (Ваду Сапат)
Унгурени (рум. Ungureni) насеље је у Румунији у округу Прахова у општини Ваду Сапат. Oпштина се налази на надморској висини од 159 m.

## Становништво
Према подацима из 2002. године у насељу је живело 820 становника, од којих су сви румунске националности.